# Alexander Graham Bell
Alexander Graham Bell (født 3. marts 1847 i Edinburgh, død 2. august 1922) var en skotsk-amerikansk opfinder. Han var søn af Alexander Melville Bell.
Bell var oprindelig døvelærer og fysiolog, og det var under et forsøg med apparater til døveundervisningen, at han kom frem til idéen om telefonen. Han var anset som opfinderen bag telefonen i mange år, men telefonen blev dog ikke opfundet af Alexander Graham Bell, men af italieneren Antonio Meucci allerede i 1860.
Bell grundlagde Bell Telephone Company i juli 1877, som senere blev til American Telephone and Telegraph Company (AT&T). Bell ansøgte patent på telefonen den 14. februar 1876 og demonstrerede den første gang den 25. juni samme år på en messe for hundredeårsjubilæet for USA's uafhængighed. Den 11. juni 2002 blev denne anerkendelse dog frataget Bell af USA's kongres, der officielt anerkendte Meucci som opfinder af telefonen.
Ingeniører fra Bell Telephone Laboratory havde i deres arbejde defineret en transmissionsenhed, der er en enhed til beregning af forholdet mellem effektniveauer. I året efter Bells død omdøbte de enheden til en bel (symbolet B). Af praktiske grunde anvendes enheden decibel (dB), der er en tiendedel bel.